# Lay All Your Love on Me
Lay All Your Love on Me – singel szwedzkiego zespołu ABBA wydany w 1981. Praca nad tą piosenką trwała kilka miesięcy. Z początku miała mieć brzmienie elektryczne, ale zrezygnowano z tej opcji. Utwór odniósł wielki sukces w Europie, znajduje się na wielu kompilacjach. Powstało dużo coverów piosenki m.in. cover Sylver.